# Numéro 2
Numéro 2 ist ein französischer Experimentalfilm von Jean-Luc Godard und Anne-Marie Miéville aus dem Jahre 1975. Der Film handelt von einer Arbeiterfamilie, die in einem Sozialwohnungsbau in Frankreich lebt. Der Fokus liegt dabei vor allem auf den sexuellen Machthierachien in der Familie. Der Film thematisiert zudem sowohl formal als auch inhaltlich den Filmprozess, den Warencharakter des Films und die Arbeit des Regisseurs am Film. Dafür nutzt der Film Split Screen, Überblendungen und Aufnahmen des Schnitt- und Filmprozess.

## Handlung
Der Film ist in zwei Teile gegliedert. Im ersten Teil des Films erörtert Godard die Herstellung eines Filmes. Dabei unterstreicht er insbesondere dessen Warencharakter und die notwendigen Finanzen für die Filmproduktion. Zudem diskutiert er die Beziehung zwischen Mensch und Filmmaschinen, sowie seine Rolle als Regisseur, bei der er sowohl Chef und Arbeiter in der „Fabrik“ seiner Filmproduktion ist. Dabei wird auch kritisch die Arbeitsteilung im modernen Studio-System der Filmindustrie angesprochen. Godards Gedanken sind fragmentarisch und mit persönlichen Aspekten, wie sein Umzug von Paris in einen kleineren Ort, vermischt. Während dieser Eröffnungssequenz des Films werden den Zuschauern Fernsehmonitore präsentiert, auf denen Figuren zu sehen sind: die Protagonisten des zweiten Teils.
Im zweiten Teil des Films, der etwa zwei Drittel des Films ausmacht, berichten die Familienmitglieder über ihren Alltag, besonders über ökonomische und sexuelle Aspekte. Diese Szenen, die auf Video gefilmt wurden, laufen auf bis zu drei Fernsehgeräten gleichzeitig, die für den Film abgefilmt wurden.

## Kritiken
Der Film hat bei Rotten Tomatoes einen Score von 100 %, das heißt alle gesammelten Kritikerrezensionen waren positiv. Der Film wurde auf der Viennale 1976 und 2007 gezeigt sowie auf dem São Paulo International Film Festival 1980 und dem International Film Festival Rotterdam 2010.